# 402 Хлоя
402 Хлоя (402 Chloe) — астероїд головного поясу, відкритий 21 березня 1895 року Огюстом Шарлуа у Ніцці.
Названа на честь грецької богині Деметри, яка мала епітет Хлоя.